# Dudás Sándor (költő)
Dudás Sándor (Tápiógyörgye, 1949. május 19. –) költő, festő.

## Élete
Apja Dudás Sándor, anyja Ecseki Erzsébet. Súlyos fokú halláskárosodással született. Kisgyerek korától rajzolt, még nem volt tizenhárom éves, amikor megírta első versét. 1968-ban Budapesten könyvkötő szakmát szerzett, nyomdákban dolgozott Budapesten, Szolnokon és Cegléden.  
Festményei négy önálló és több közös kiállításon szerepeltek.

## Munkássága

### Megjelent művei
- Csöndkiáltó, Versek. 56 old. Valkó Mihály válogatása. Gombkötő Béla előszavával. Szolnoki Nyomda, 1982.
- Felhőfény. Versek. 32 old. OSZK  A „Hallássérültek Kultúrájáért Alapítvány” és Újszilvás község Önkormányzata támogatásával. Veress Miklós előszavával, Vincze Tamás grafikáival. ISBN 963-450-080-3 Hunga-Print Nyomda és Kiadó Kft, Budapest, 1992.
- Emlékeim, Életrajzi epizódok. 66 old.
- Egyenlőségharc, Versek. 52 old. Ez a két mű házi kiadványként jelent meg a Siketek és Nagyothallók Szövetsége gondozásában, támogatásával, 1994.
- Tengerszületés, Válogatott és új versek. 68 old. OSZK Lektorálta: Dávid Gábor Csaba. Illusztrációk: Vincze Tamás. ISBN 963-03-5435-7
- Arcok szótára. Válogatott és új versek, Tóth Éva Virágok és kereszt c. gyűjteményével közös. 120 old. OSZK, Podani János előszavával és saját illusztrációival. A „Hallássérültek Kultúrájáért Alapítvány” és a Siketek és Nagyothallók Országos Szövetsége közös kiadása. ISBN 9630365251 Gödi Print Kft, 1998. Lénia Nyomda és Kiadó, Érd, 1997.
- Újszilvási krónika, Válogatás. 100 old. OSZK Illusztrálás, szerkesztésben aktív. ISBN 9630041103. Patkós Stúdió gondozása. Kiadta: Újszilvás község Önkormányzata. Repró Stúdió, Szolnok. 2000.
- Képfecskék Önéletrajzírás. 120 old. OSZK Illusztrációimmal. Kiadta: Újszilvás község Polgármesteri Hivatala. ISBN 9630083981. Patkós Stúdió gondozása, Repró Stúdió Nyomda, Szolnok, 2001.
- Mélypont, Versek. 76 old. Szerzői kiadás, az Újszilvási Vállalkozók Egyesületének támogatásával. Saját illusztrációival, borítóterv. Repró Nyomda, Szolnok, 2006.
- Madárharc, Válogatás siket és nagyothalló költők műveiből. 88 old. OSZK Válogatás, illusztrációk, életrajzi jegyzetek, előszó: saját munka. Az Előszó – dr. Kósa Ádám „megszakítása” önkényes.  A Siketek és Nagyothallók Országos Szövetsége kiadása. ISBN 9789630635370. Nyomdai kivitelezés: Szabó Zoltán debreceni nyomdája, 2007.
- Az Angyalcímeres, Falutörténeti tanulmányok és a Képfecskék 2. kiadása, Kőszegi Barta Kálmán Agglegénybefőtt c. kisregényével, fregoli kiadás, 124 + 106 oldal. Illusztrációival. Typográfia – Magyar Téka Erkel Sándor Könyvesbolt kiadása, 2007.
- Csönd, madárral,[2]  Válogatott versek. 142 old..OSZK Borító: festményem felhasználásával. Szerzői kiadás. ISBN 9789630680868. Hektográf Nyomda, Püspökladány, 2009.
- Felnőttnapok, Versek. 72 old. OSZK Szerzői kiadás. Borító, illusztrációk saját műveiből. ISBN 9789630699822. Repró Nyomda, Szolnok, 2010.
- Alkonypirulás, Versek, jegyzetek, novellák. 146 old. OSZK Szerzői kiadás, saját borítóterv, illusztrációk. ISBN 9789630668187. Repró Nyomda, Szolnok, 2011.
- Repedésbe zárt ég, fecskékkel, Két kisregény. 183 oldal. Queer kiadó, Budapest. ISBN 9789638956378.  Prime Rate Kft. 2013.
- Tengeröltő, Válogatott versek. 560 oldal. OSZK Széphalom Könyvműhely. Borító saját műveiből, Drobek Ödön. ISBN 978-615-5479-09-0. Nyomda: Rózsadomb Contact Kft. 2015.

### Antológiák
- ARS
- A szelek útja
- Ritka madár
- Arcok és énekek

### Folyóiratok
- Jászkunság
- Eső
- Ezredvég
- Bárka
- Napút
- Néző Pont

### Online magazinok
- Holdkatlan[3]
- Szabadszalon[4]
- Literatúra[5]
- Bárka[6]
- Dokk[7]
- Héttorony irodalmi magazin[8]

### Filmek
- Érintések, – rendező Szekeres Csaba.[9] Duna Tv.
- Hangtalan ország,  – rendező Szekeres Csaba. Duna Tv.
- Egyesítők c. írásából dokumentum-rövidfilm készült. SINOSZ.

### Önálló kiállítások
Újszilvás, Budapest, Abony, Nyíregyháza